# دون إيفانز (منافس ألعاب قوى)
دون إيفانز (بالإنجليزية: Don Evans)‏ هو منافس ألعاب قوى نيوزيلندي، ولد في 24 أكتوبر 1909 في Taihape ‏ في نيوزيلندا، وتوفي في 26 فبراير 1980 في وانجانوي في نيوزيلندا.

## وصلات خارجية
- دون إيفانز على موقع أوليمبيديا (الإنجليزية)
- دون إيفانز على موقع اللجنة الأولمبية النيوزيلندية (الإنجليزية)